# Jiří Fiala (aktivista)
Jiří Fiala (* 11. srpna 1963 Brno) je český lidskoprávní aktivista, publicista a předseda občanského sdružení K 213.

## Biografie
Vystudoval gymnázium v Blansku a zahraniční obchod na Vysoké škole ekonomické v Praze. Do revoluce působil ve státním podniku zahraničního obchodu, kvůli svým prozápadním postojům však nesměl vycestovat. Po revoluci pracoval pro české pobočky zahraničních firem.
V roce 2000 se kvůli svému rozvodu a přetrvávajícímu sporu o děti stal kritikem české justice. Roky neřešený případ jeho dětí skončil odsouzením České republiky před Evropským soudem pro lidská práva (Fiala proti České republice, stížnost č. 26141/03). Ani po rozsudku však nedošlo k žádné nápravě, nicméně ten je dnes součástí evropské judikatury v oblasti rodinného práva.
Za dlouhodobou kritiku soudců byl několikrát pronásledován a vězněn, v dalších případech byl soudně popotahován a následně zprošťován. Jako reakci na své věznění založil občanské sdružení K 213, jemuž dosud předsedá. Sdružení sleduje a komentuje práci justice a sociálně-právní ochrany dětí.
Sdružení K 213 vešlo ve větší známost svou protestní akcí před Úřadem pro mezinárodněprávní ochranu dětí v Brně, kde blokovalo vstup do práce jeho tehdejší ředitelky Lenky Pavlové. Později Jiří Fiala organizoval blokádu státního zastupitelství v Nymburce.
V roce 2016 na Jičínsku neúspěšně kandidoval v senátních volbách jako nestraník za Rozumné s programem reformy justice. Získal 7,25 % hlasů. Hlavním bodem jeho návrhu justiční reformy bylo znovuzavedení porotních soudů.
Žije na Nymbursku v obci Košík a kromě publicistiky se věnuje zastupování u soudu jako zmocněnec odborové organizace.